# Scaptesyle fovealis
Scaptesyle fovealis är en fjärilsart som beskrevs av George Francis Hampson 1903. Scaptesyle fovealis ingår i släktet Scaptesyle och familjen björnspinnare. Inga underarter finns listade.